# Wuyue
Wuyue (吴越, Wú Yuè) var ett av de tio kungadömena i Kina under tiden för De fem dynastierna och De tio rikena. Riket grundades av Qian Liu. År 902, under slutet av Tangdynastin, fick Qian Liu titeln Prins av Yue och blev år 904 även Prins av Wu. I samband med att Tangdynastin föll samman utropade Qian Liu sig som Kung av Wu-Yue år 907. Rikets territorium var dagens Zhejiang och delar av södra Jiangsu. År 978 blev riket invaderat av Songdynastin.